# Edward Hicks

Edward Hicks Painting the Peaceable Kingdom von Thomas Hicks, 1839

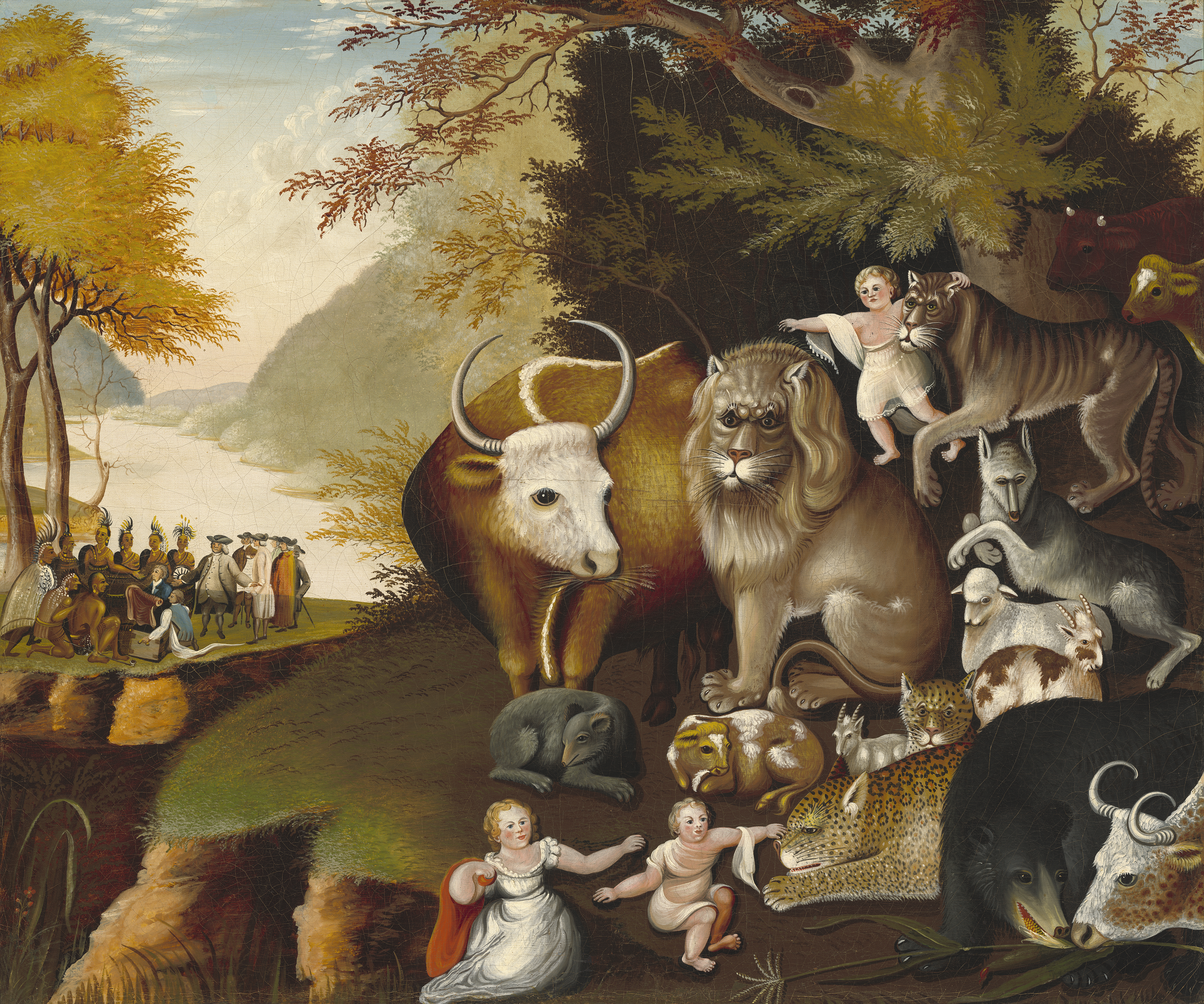
Peaceable Kingdom, etwa 1834, Öl auf Leinwand, 76,2 × 90,2 cm

Edward Hicks (* 4. April 1780 in Langhorne, Pennsylvania; †  23. August 1849 in Newton) war ein US-amerikanischer Maler der Stilrichtung Naive Kunst.

## Leben
Hicks war als Maler und Prediger der Quäker in den Vereinigten Staaten tätig. Eines seiner bekannten Werke ist betitelt Das Königreich des Friedens, ein Motiv, das er über hundertmal in verschiedenen Versionen malte, von denen etwa 62 erhalten sind. Sein Neffe war der Maler Thomas Hicks.

## Werke (Auswahl)

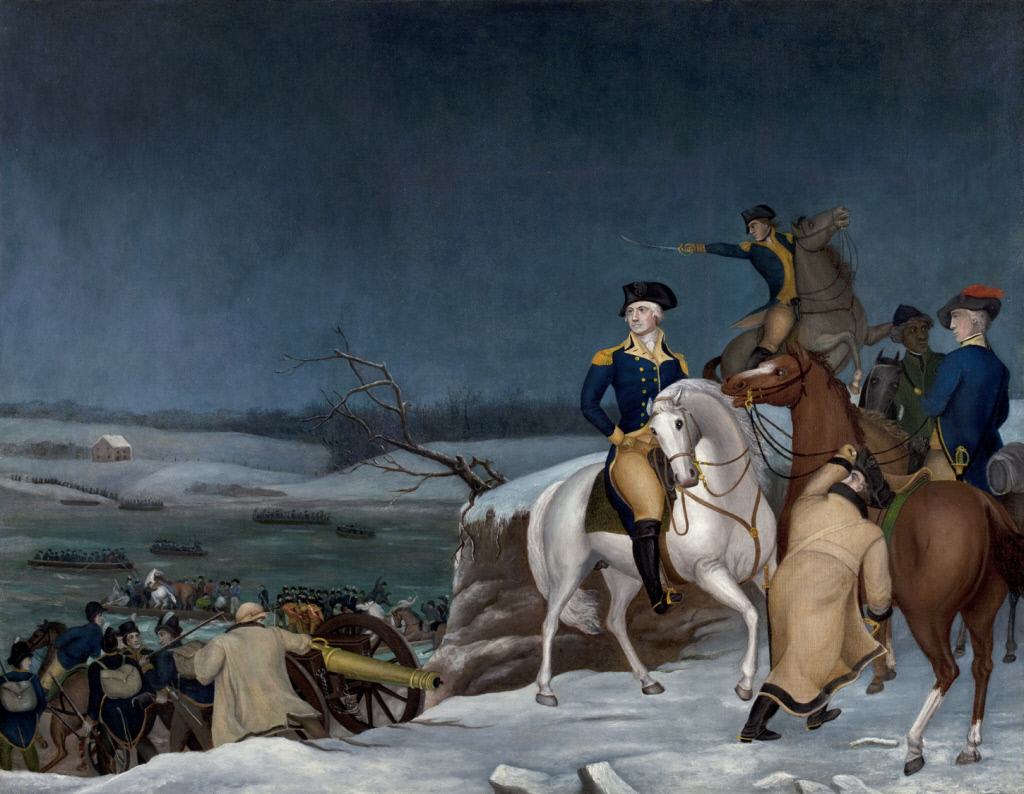
Washington at the Delaware, (etwa 1849)
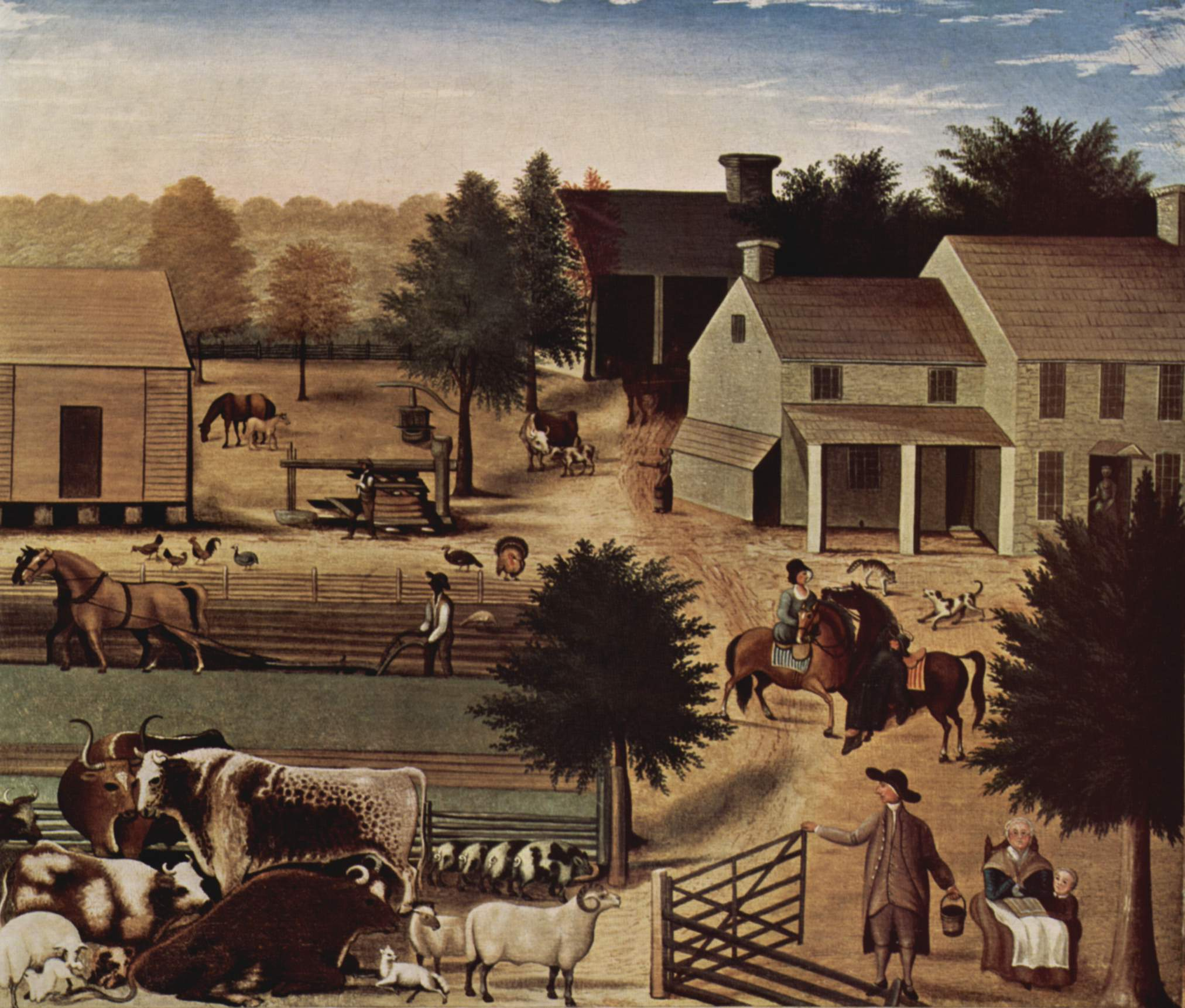
The Residence of David Twining, (1845–1848)
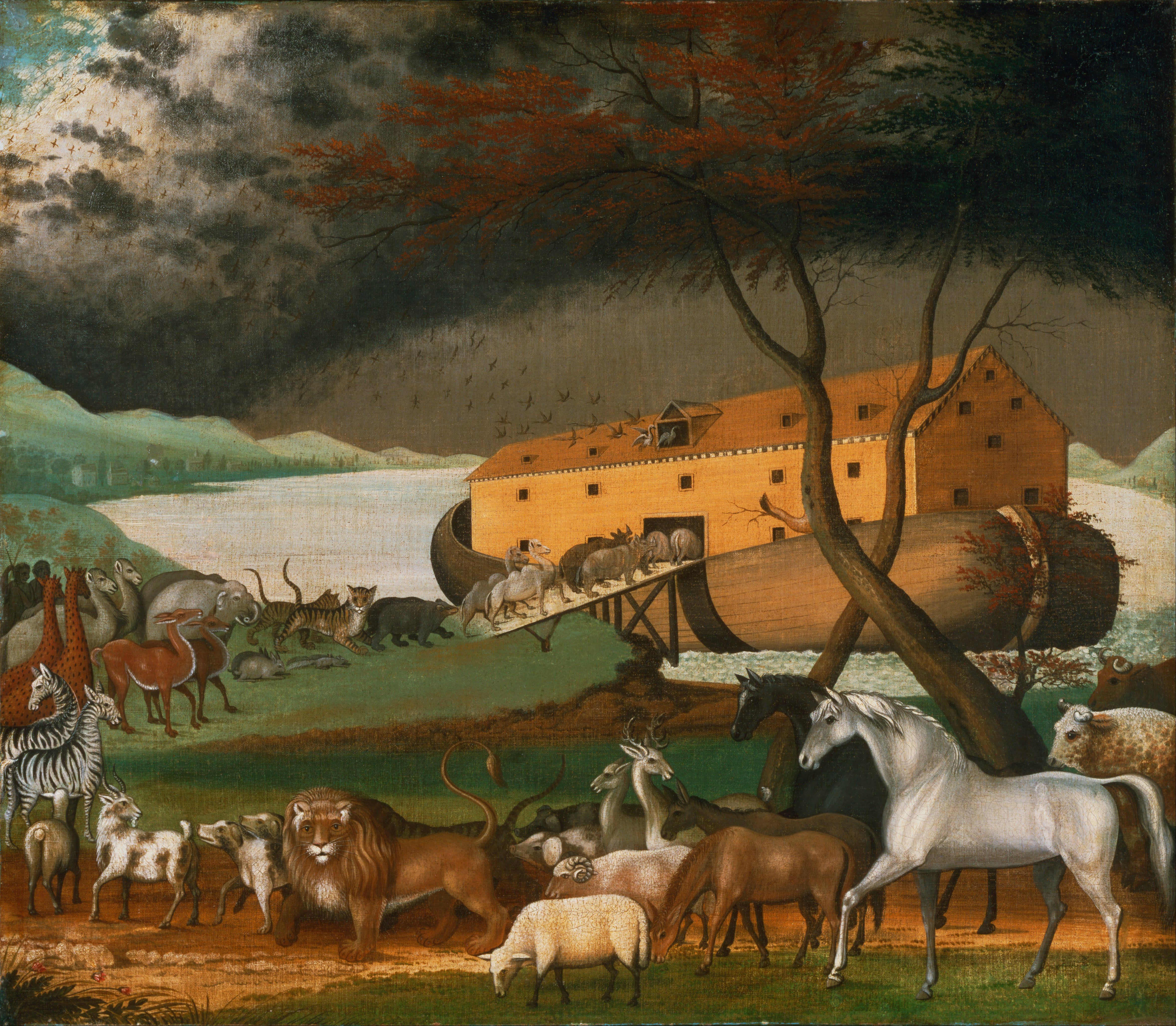
Noah’s Ark (1846), Philadelphia Museum of Art
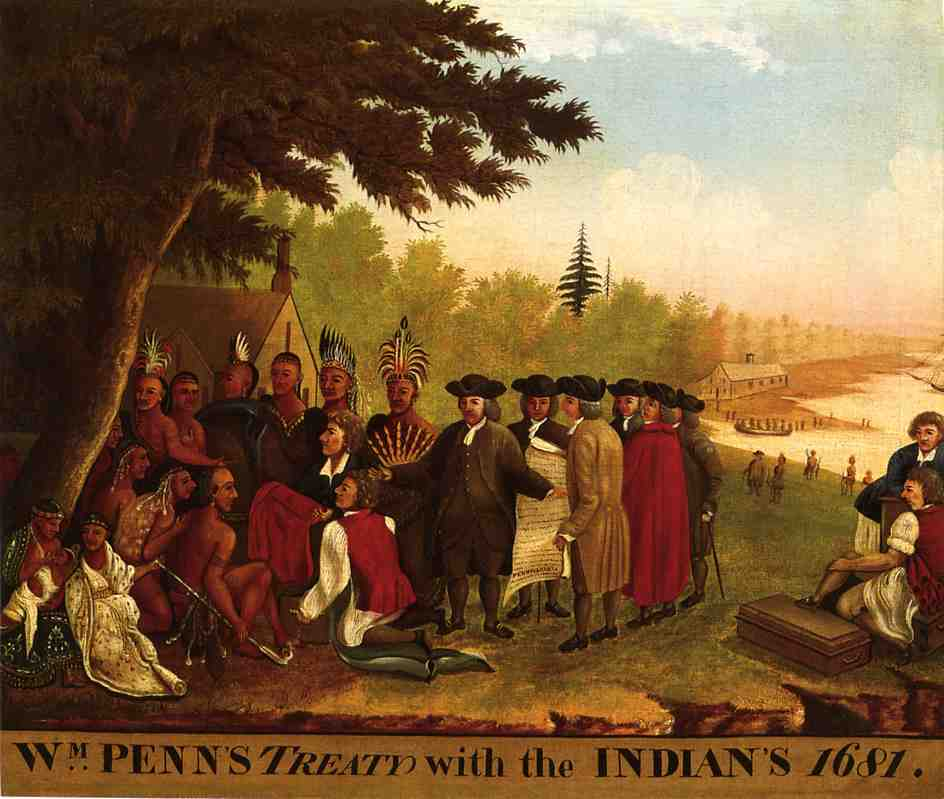
Penn’s Treaty (1847), Privatsammlung
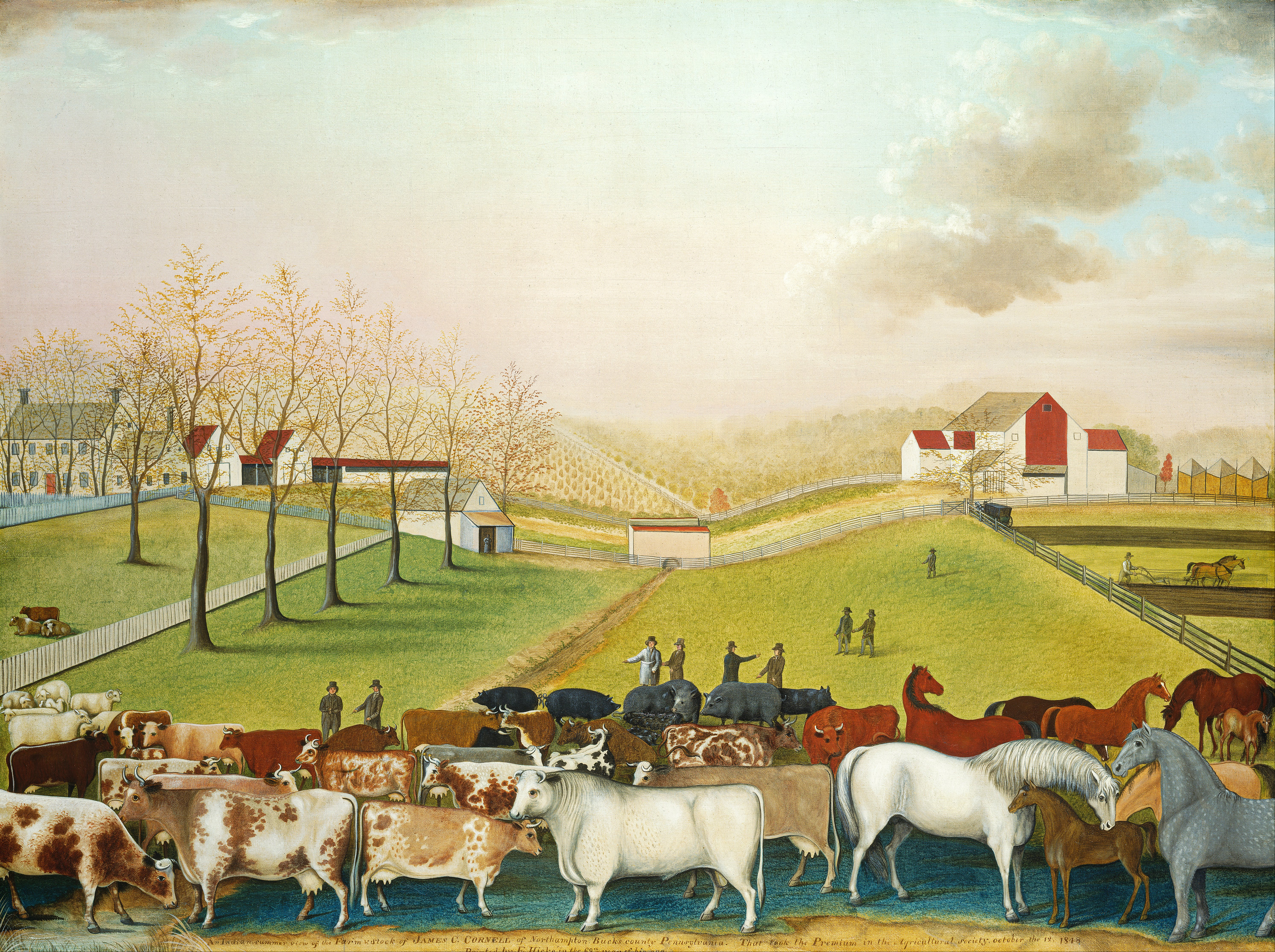
The Cornell Farm (1848), National Gallery of Art